# Cerro El Cóndor
Cerro El Cóndor är ett berg i Argentina.   Det ligger i provinsen Catamarca, i den nordvästra delen av landet, 1 300 km nordväst om huvudstaden Buenos Aires. Toppen på Cerro El Cóndor är 6 414 meter över havet.
Terrängen runt Cerro El Cóndor är bergig åt nordost, men åt sydväst är den kuperad. Cerro El Cóndor är den högsta punkten i trakten. Trakten runt Cerro El Cóndor är nära nog obefolkad, med mindre än två invånare per kvadratkilometer.. Det finns inga samhällen i närheten.
Trakten runt Cerro El Cóndor är ofruktbar med lite eller ingen växtlighet.